# 雷鳴のZAJI
『雷鳴のZAJI』（らいめいのザジ）は、車田正美による日本の漫画。
1983年から1988年にかけて不定期に発表されており、集英社の隔月刊誌『フレッシュジャンプ』にて1983年2月号、『週刊少年ジャンプ』1984年13号と1988年6号に掲載された後に単行本化された。2014年には、秋田書店のウェブコミックサイト『チャンピオンクロス』で特別編「〜はるか彼方〜」が掲載された。
外見は常人とほぼ同様ながら戦闘能力は常人を超越する人間兵器を養成・開発する秘密組織白い墓（ホーム）を脱走した青年ザジと、白い墓から彼を抹殺すべく送られる抹殺者（ヒットマン）の戦いを描く。そういった設定ゆえ、対象読者層はやや高めであり、後年の少年向け作品よりグロテスクな描写やエロチックな描写が盛り込まれている。

## 登場人物

### 主人公とヒロイン
雷鳴のザジ（らいめいのザジ、サンダークラップのザジ）
主人公。白い墓で生まれ、幼い頃から人間兵器としての訓練を受けていた、強靭な肉体の持ち主。16歳。
「WG919」と呼ばれる一級戦士であったが、まだ見ぬ母を探すために白い墓を脱走する。一般人については抹殺者との争いに巻き込むまいと無関心を装うが、助けずにはいられない優しさを持つ。背中には二つ名の通りの大きな稲妻形の傷、左目下には細い三日月型の傷があり、瞳には常に悲しみを湛えている。
常人なら戦闘能力を完全消失するだけでなく即死するほどの大ダメージを負っても短時間で復活でき、白い墓の抹殺者たちを返り討ちにしていくという、一級戦士の中でも抜きん出て屈強な身体は、本作の見所の1つにもなっている。
斎藤 明菜（さいとう あきな）
ヒロイン。ザジが転校生として身を寄せた東陽学院でNo.1と評される美貌を持つ女子高生であり、不良らも含めた男子生徒たちの憧れの的となっている。
今まで会った男たちとは違って自分に無関心なザジに業を煮やし、彼の隠れ家を突き止めて訪れると目の前で半裸になってみせるが、彼は無反応だった。その直後、二級戦士たちの襲撃を受けたザジが戦っている間にケイに拉致されてしまう。しかし、ケイの目的があくまでもザジとの対話だったこともあり、ケイのもとをザジが訪れた直後には解放される。

### 白い墓（ホーム）
人間兵器を養成・開発している組織。人間兵器となっているのはザジと同様に十代の少年で、顔に切り傷を持つ者が多い。一級戦士（ファーストソルジャー）には二つ名があるが、二級戦士（セコンドソルジャー）にはそれがなく無名の戦士が多い。また、少女の人間兵器である、少女戦士（レデイス）も存在する。なお、総じて学ランやセーラー服などの学生服姿であり、仲間は墓友（メイツ）と呼ばれる。
双龍砲のケイ（ブレイク・キャノンのケイ）
左頬に切り傷を持つ一級戦士。自身の二つ名である双龍砲（ブレイク・キャノン）と呼ばれる巨大なヌンチャクが武器で、その威力はコンクリートの壁すら貫く。
二級戦士3人を引き連れて現れたが、旧知の仲であるザジと今一度話をし、1対1で戦うために彼らを囮にして明菜を拉致する。白い墓の掟に従ってザジを抹殺しようとするが、素手で双龍砲を圧し折られ、倒される。
装鋼戦士のゾロ（アイアン・ソルジャーのゾロ）
ザジのかつての墓友であった抹殺者。鼻に横一文字の切り傷がある。
超合金を砕き百万ボルトの衝撃を撥ね返す装鋼（アイアン・スーツ）を纏い、ザジに決闘状（メッセージ）を送る。装鋼の力を己の力と錯覚していたため、単身で戦うザジに敗北を喫する。死の間際には逃亡の理由を問うが、彼が答えた時にはすでに息絶えていた。
百万Vのジョーカー（ミリオンボルトのジョーカー）
一級戦士の中でも顔に傷を持たない抹殺者であり、素手から高圧電流を繰り出すエレクトロニックソルジャー。
自信過剰な性格であり、ザジの能力を最大限に高めてから優劣を競おうと目論む。しかし、ザジに関わった母子を高圧電流で黒焦げにして惨殺したことが彼の逆鱗に触れ、腱が切れた状態の右腕から繰り出された拳で倒される。
殺人蜂（キラービー）
白い墓の少女戦士であり、ザジの右腕の腱を切った張本人。

### その他の人物
不良たち
東陽学院に巣食う不良たち。
明菜に威厳を見せつけようと転入直後のザジに通行料を要求するが、リーダー格は睨まれただけで怯えて転倒する。放課後にも全員で囲んで襲いかかったところを軽い一撃で圧倒され、リーダー格が放った背中への鉄パイプでの一撃も、ケイたちの接近を察知したザジの強靭な肉体にはまったく通じなかったため、全員が恐怖して走り去る。
鬼怒 関東連合（キッド かんとうれんごう）
ゾロからの決闘状にて指定された東京湾の倉庫に現れた暴走族たち。
少女に乱暴しようと息巻いていたところ、ザジが居合わせたことで少女に逃げられ、逆恨みからザジに襲いかかる。改造車の力を自分の力と過信してザジを轢き殺そうとするも敵わなかったうえ、逃げようとした時に現れたゾロによって車ごと炎上してしまう。
山田医院の母子
山田医院に務める母と、息子のマーちゃん。
投身自殺を図ったレイカをマーちゃんが目撃し、居合わせたザジに助けを求めたことがきっかけで彼と知り合う。レイカを助けた拍子に右腕の腱を切ったザジを医者である母が留まらせると、マーちゃんはザジを慕って母は彼の分と合わせてザジのためにセーターを編むなど、人間らしい温もりの一時を与えてくれたが、ジョーカーの放った高圧電流によって母子共々感電死してしまう。
レイカ
投身自殺を図っていたところを、ザジによって救出された女子高生。当初は眼鏡を掛けていたが、浜辺にてザジと語らう時は眼鏡を外していた。
ジョーカーに人質として捉えられ、ザジに止めを刺そうとするジョーカーを止めたために高圧電流を浴び、衰弱する。その正体は白い墓の少女戦士、殺人蜂のレイカであり、投身自殺のフリをしてザジの右腕の腱を切った張本人でもあった。ジョーカーの死亡後には正体を現してザジの首を刺すが、一級戦士である彼には致命傷とならず、その直後に衰弱死してしまう。
ザジは当初からレイカを怪しんでいたが、白い墓の束縛から解放される自由を求める彼女の瞳を信じて手を下さず、レイカのために作った墓には彼女の好きな言葉「FREE」を添えた。
ケイコ
ザジの個人データに記されている、彼のまだ見ぬ母。所在地が日本である以外の手がかりは一切なく、ザジはケイコを探すために最果ての逃亡者となった。

## 書籍情報
単行本「雷鳴のZAJI 1 さいはての逃亡者」
集英社 1993年7月7日発売 ISBN 4-08-871019-3
文庫本「雷鳴のZAJI」
集英社文庫 2001年12月12日発売 ISBN 4-08-617770-6
車田正美の読み切り連載や短期連載作品を2冊の文庫本にした「NEVER END HEROES」の1冊。
表題名の本作「雷鳴のZAJI」と「青い鳥の神話」が収録されている。